# الصم في الدنمارك
على الرغم من عدم توفر إحصاءات رسمية، فإن جمعية الصم الدنماركية تقدر أن هناك حاليًا حوالي 5000 مستخدم أصم للغة الإشارة الدنماركية، وهو ما يعادل ما يقرب من 0.1٪ من سكان البلاد. يُعتقد أن ما يصل إلى 20 ألف شخص يستخدمون هذه اللغة يوميًا في حياتهم المهنية أو الشخصية.

## ظهور اللغة
لغة الإشارة الدنماركية (DSL) هي لغة الإشارة الرئيسية المستخدمة في الدنمارك، وتُكتب باللغة الدنماركية على هيئة لغة الإشارة الدنماركية. في جرينلاند، وهي جزء من مملكة الدنمارك، يتم استخدام شكل مشابه جدًا من الإشارات لدرجة أن البعض قد يصنفها كلغة مميزة. يمكن إرجاع لغة الإشارة الدنماركية إلى إنشاء أول مدرسة للصم في الدنمارك، والتي افتتحت في عام 1807. درس مؤسس المدرسة تعليم الصم في باريس، وعندما اجتمع الطلاب الصم معًا كمجتمع كبير لأول مرة، تقاربت إشارات منازلهم المحلية مع لغة الإشارة الفرنسية. وبالتالي، فإن لغة الإشارة الدنماركية هي لغة إشارة لمجتمع الصم.

## المنظمات الهامة

### جمعية الصم الدنماركية
تأسست جمعية الصم الدنماركية، أو الجمعية الوطنية الدنماركية للصم (DDL) في عام 1935، وهي جمعية خاصة ولكنها تتلقى دعمًا ماليًا من الحكومة. ناضلت المنظمة من أجل إدراج ترجمة لغة الإشارة في نشرات الأخبار، وشجعت وزارة التعليم على تقديم دروس في ترجمة لغة الإشارة للأشخاص الذين ليس لديهم معرفة مسبقة باللغة، وحصلت على منحة سمحت لهم بإنتاج قاموس لغة الإشارة الدنماركية عبر الإنترنت. ويواصل أعضاؤها الضغط من أجل تحقيق قدر أكبر من المساواة بين مجتمعات الصم والسمع في الدنمارك والاعتراف بلغة الإشارة الدنماركية.

### جمعية الشباب الصم الدنماركية
تعمل جمعية الشباب الصم الدنماركية، أو جمعية الشباب الصم الدنماركية (DDU)، في الغالب كشركة تابعة لجمعية الصم الدنماركية. تم تشكيلها داخل جمعية الرياضة الصم الدنماركية في عام 1969 وتم الاعتراف بها بشكل مستقل في عام 1994.

### رابطة رياضة الصم الدنماركية
تأسست جمعية الرياضة الصم الدنماركية [ Dansk Døve-Idrætsforbund (DDI)] في عام 1922 وهي موجودة تحت مظلة الجمعية الرياضية الدنماركية. إنه يوفر إمكانية الوصول إلى الرياضة على أي مستوىK من المستوى الشعبي إلى المستوى التنافسي الدوليK لأولئك الذين يعانون من ضعف السمع.

### مركز لغة الإشارة / مركز الصم
تأسس المركز الدنماركي للغة الإشارة ( مركز تيجنسبروج )، المعروف أيضًا باسم مركز الصم (CFD)، في عام 1972، وقد أطلق عليه العديد من الأسماء المختلفة على مدار سنواته، بما في ذلك مركز التواصل الكامل للصم ( مركز دوفز للتواصل الكامل). CFD هي منظمة غير ربحية وهي الأكثر شمولاً من نوعها للأشخاص ضعاف السمع في الدنمارك. ويقدم الدعم للإسكان والبحث عن عمل وخدمات الصحة العقلية، مع إيلاء اعتبار خاص لأولئك الذين يعانون من إعاقات أخرى. تم تدريب جميع الموظفين على لغة الإشارة.

## حقوق الإنسان/الحقوق المدنية
يتمتع الأشخاص الصم في الدنمارك بالعديد من الحماية بموجب القانون. صادقت الدنمارك على اتفاقية الأمم المتحدة لحقوق الأشخاص ذوي الإعاقة في عام 2009 والبروتوكول الاختياري في عام 2014. وتشترط لجنة حقوق الأشخاص ذوي الإعاقة أن تقدم الدول المعنية تقارير دورية، وقد التزمت الدنمارك بها، حيث قدمت أحدث تقاريرها في عام 2020. في تقريرها الأولي كدولة طرف في اتفاقية حقوق الأشخاص ذوي الإعاقة، حددت الدنمارك العديد من المبادئ التوجيهية الخاصة بالصم في البلاد. لقد قاموا بتحديث نظام التحذير من الطوارئ الخاص بهم لإرسال رسائل نصية قصيرة للأفراد الصم في نفس الوقت الذي تنطلق فيه صفارات الإنذار، كما أنهم يحافظون على رابطة الرياضة الصم الدنماركية داخل المنظمة الرياضية الدنماركية للأشخاص ذوي الإعاقة، وهم يشترطون ترجمة نشرات الأخبار إما في وقت البث أو في اليوم التالي على الأكثر. بالإضافة إلى ذلك، فإنهم يقدمون خدمات الترجمة لجميع الاتصالات مع السلطات، فضلاً عن أي أحداث أخرى حيوية لجودة حياة الفرد، وخاصة طوال فترة تعليمه. وأخيرًا، تقدم الدنمارك برنامجًا لمترجمي لغة الإشارة في العديد من المدارس مع خيار الحصول على درجة البكالوريوس المهنية.
وبعيدًا عن اتفاقية حقوق الأشخاص ذوي الإعاقة، أقرت الدنمارك قوانين وطنية لضمان حقوق الأفراد الصم بشكل أكبر، مثل قانون الصحة الموحد الذي يضمن وجود مترجمين أثناء الرعاية الطبية، وقانون تعويض الموظفين ذوي الإعاقة الذي يضمن وجود مترجم لمدة تصل إلى عشرين ساعة في الأسبوع أثناء العمل. كما يتم تقديم تعليم منظم ومجاني للطلاب الصم من خلال الحكومة، تمامًا مثل أي طالب آخر في الدنمارك.
يصنف الاتحاد العالمي للصم، وهي منظمة غير حكومية، الدنمارك كدولة تعترف بلغة الإشارة، بالإضافة إلى اعتراف المجلس الوطني للغات.

## التعليم الابتدائي والثانوي
في الدنمارك، يتم تمويل التعليم الابتدائي والثانوي بالكامل من قبل الحكومة، بما في ذلك التعليم للطلاب الصم. كان تعليم الصم متاحًا في الدنمارك منذ عام 1807، عندما تم افتتاح أول مدرسة للأطفال ضعاف السمع في البلاد، وكان التعليم إلزاميًا لجميع الأطفال الصم منذ عام 1817. طوال معظم القرنين التاسع عشر والعشرين، قامت العديد من المدارس بالتدريس باستخدام الطريقة الشفهية، أو طريقة الإشارة، أو مزيج من الاثنين، مع إعطاء الأغلبية الأفضلية للطريقة الشفهية. في سبعينيات القرن العشرين، ومع اكتساب لغة الإشارة الدنماركية الاعتراف والشعبية، اعتمدت مدارس الصم أسلوبًا تعليميًا للتواصل الكامل. وبعد فترة وجيزة في ثمانينيات القرن العشرين، أصبح النهج الثنائي اللغة والثقافة هو المفضل. عندما أصبح زرع القوقعة هو القاعدة في منتصف العقد الأول من القرن الحادي والعشرين، اتجهت البلاد نحو التعليم الشفهي مرة أخرى، وشهدت مدارس الصم انخفاضًا في الالتحاق.
اليوم، تترك الحكومة الدنماركية القرار بين تعليم الطفل الصم أو التعليم العادي لوالدي الطفل. يتم تسجيل معظم الأطفال الصم وضعاف السمع في مدارسهم المحلية العادية وبالتالي لا يستخدمون لغة الإشارة الدنماركية في تعليمهم.

## توظيف
وفقًا لدراسة أجريت عام 2015، يبلغ معدل التوظيف في الدنمارك 77% بين عامة السكان، ولكن يبلغ معدل التوظيف حوالي 40% فقط بين البالغين الصم وضعاف السمع بناءً على دراسة نُشرت عام 2019. ووجدت دراسة أجريت عام 2019 أيضًا أن الأشخاص الصم أو ضعاف السمع أقل احتمالية لامتلاك شركتهم الخاصة أو العمل في منصب إداري مقارنة بالسكان بشكل عام.
أثناء عملية التوظيف، أبلغ الأشخاص الصم عن رفض طلباتهم بشكل غير عادل، وفي بعض الأحيان كان ذلك بسبب صممهم. ويحدث هذا التمييز على الرغم من أنه يتعارض صراحة مع القانون الدنماركي.
وبموجب قانون تعويض الموظفين ذوي الإعاقة، يُمنح الدنمركيون الصم ما يصل إلى 20 ساعة أسبوعيًا من خدمات الترجمة في مكان العمل.

## الرعاية الصحية
يحق لجميع المواطنين الدنماركيين الحصول على مجموعة واسعة من خدمات الرعاية الصحية مجانًا، ويتمتع الأشخاص الذين يعانون من ضعف السمع على وجه التحديد بإمكانية الوصول المحمي إلى خدمات الترجمة المجانية بموجب قانون الصحة الموحد. ومع ذلك، يواجه المرضى ضعاف السمع في كثير من الأحيان صعوبات في الحصول على مترجم في المستشفى بسبب سوء الفهم حول من يتحمل تكاليفهم، أو رفض الموظفين إحضار مترجم عندما يعتقدون أنه غير ضروري. بالإضافة إلى ذلك، يتم توفير المترجمين فقط عندما يكون المريض أصم أو ضعيف السمع، لذلك إذا احتاج أحد الأقارب أو الزائرين الآخرين إلى التحدث مع أي شخص في المستشفى، فيجب عليهم دفع ثمن مترجمهم الخاص أو إيجاد طريقة بديلة للتواصل. إذا لم يكن المترجم موجودًا لأي سبب من الأسباب بالنسبة للمريض الذي يعاني من ضعف السمع، فسوف يستخدم موظفو المستشفى أحيانًا أقارب المريض لتسهيل التواصل. بالنسبة للقريب، فإن هذا يخلق ضغطًا بسبب احتمال نسيان نقل المعلومات المهمة، وبالنسبة للمريض، يساهم هذا في الشعور غير المرغوب فيه بالاعتماد على الآخرين.
أعرب الصم الدنماركيون أيضًا عن خيبة أملهم بشأن خياراتهم فيما يتعلق بخدمات الصحة العقلية، حيث لا توجد مجموعات دعم الصدمات خصيصًا للأفراد الذين يعانون من ضعف السمع، كما أن مجموعات دعم السمع ليست دائمًا موضع ترحيب بفكرة وجود عضو من ذوي الإعاقة السمعية. علاوة على ذلك، هناك نقص في علماء النفس المتخصصين في الأزمات الذين لديهم دراية بلغة الإشارة الدنماركية، وإشراك مترجم في العملية يمكن أن يخلق أزمة سرية وانقطاع تدفق المحادثة.
هناك عائق آخر أمام الرعاية الصحية للأشخاص الذين يعانون من ضعف السمع وهو أن العديد من المتخصصين الذين يقابلونهم غير مجهزين بشكل مناسب لعلاجهم. بدون أي تدريب أو خبرة سابقة، هؤلاء المهنيون غير مستعدين لتغيير أساليب التواصل الخاصة بهم للمريض ضعيف السمع.